# Garudagallu, Dod Ballapur
Garudagallu là một làng thuộc tehsil Dod Ballapur, huyện Bangalore Rural, bang Karnataka, Ấn Độ.